# Lunar New Year Cup 2017
De Lunar New Year Cup 2017 is een editie van het jaarlijks terugkerend voetbaltoernooi, dat wordt gespeeld in Hong Kong ter ere van het Chinees Nieuwjaar. Het werd in de laatste week van januari 2017 georganiseerd. Aan het toernooi deden vier teams mee. Er werd een knock-outfase gespeeld met een halve finale en een finale. Australië onder 23 jaar zou ook meedoen, maar dat land trok zich terug voordat het toernooi begon. Auckland City won het toernooi door in de finale van het Chinese Kitchee SC (1–0).

## Deelnemende teams
- Kitchee SC
- Auckland City
- FC Seoul
- Muangthong United

## Wedstrijden

### Halve finale
|                               |               |       |          |                                                                     |
| 28 januari 2017 15:00 (UTC−8) | Auckland City | 1 – 0 | FC Seoul | Hong Kong Stadium Toeschouwers: 6.372 Scheidsrechter: Chan Ming Siu |
| 28 januari 2017 15:00 (UTC−8) | Tade 45+1'    |       |          | Hong Kong Stadium Toeschouwers: 6.372 Scheidsrechter: Chan Ming Siu |

|                               |                               |       |                                          |                                                                   |
| 28 januari 2017 17:30 (UTC−8) | Kitchee SC                    | 1 – 1 | Muangthong United                        | Hong Kong Stadium Toeschouwers: 6.372 Scheidsrechter: Luk Kin Sun |
| 28 januari 2017 17:30 (UTC−8) | Higino 54'                    |       | 41' Teerasil                             | Hong Kong Stadium Toeschouwers: 6.372 Scheidsrechter: Luk Kin Sun |
| 28 januari 2017 17:30 (UTC−8) | Strafschoppen                 |       |                                          | Hong Kong Stadium Toeschouwers: 6.372 Scheidsrechter: Luk Kin Sun |
| 28 januari 2017 17:30 (UTC−8) | Emir Komazec Hélio Lam Rufino | 5–4   | Silva Sarach Theerathon Mongkol Teerasil | Hong Kong Stadium Toeschouwers: 6.372 Scheidsrechter: Luk Kin Sun |

### Troostfinale
|                               |                   |       |          |                                                                    |
| 31 januari 2017 15:00 (UTC−8) | Muangthong United | 1 – 0 | FC Seoul | Hong Kong Stadium Toeschouwers: 8.588 Scheidsrechter: Liu Kwok Man |
| 31 januari 2017 15:00 (UTC−8) | Silva 3'          |       |          | Hong Kong Stadium Toeschouwers: 8.588 Scheidsrechter: Liu Kwok Man |

### Finale
|                               |            |           |               |                                                                   |
| 31 januari 2017 17:30 (UTC−8) | Kitchee SC | 0 – 1     | Auckland City | Hong Kong Stadium Toeschouwers: 8.588 Scheidsrechter: Ho Wai Sing |
| 31 januari 2017 17:30 (UTC−8) |            | 22' Lewis |               | Hong Kong Stadium Toeschouwers: 8.588 Scheidsrechter: Ho Wai Sing |

| Winnaar Lunar New Year Cup 2017 |
| ------------------------------- |
|                                 |
| Auckland City 1e titel          |